# Caprice des Dieux
De Caprice des Dieux is een Franse kaas die sinds 1956 gemaakt wordt in de Bassigny, de regio tussen de Vogezen en de Champagne. De Caprice des Dieux is het eerste product van de Franse kaasproducent Bongrain SA.
De melk wordt na ontvangst behandeld (gepasteuriseerd). Aan de melk wordt stremsel toegevoegd, met als gevolg het ontstaan van de gestremde kaasmassa, de wrongel. Deze wordt gesneden en afgegoten, waarna ze in de vormen wordt gedaan. Het uitlekken vindt gedurende enige uren plaats in de vormen, de kaas wordt regelmatig gekeerd. Voor het houdbaar maken van de kaas en voor het versterken van de smaak wordt de kaas gezouten.
Hierna volgt nog het rijpingsproces, waarbij zich op de korst de kenmerkende witschimmel vormt. De kaasmassa wordt door de rijping zachter en smeuïger. Is de kaas eenmaal gerijpt, dan wordt de kaas in speciaal papier verpakt en in ovale doosjes gedaan.
De Caprice des Dieux is een industrieel geproduceerde kaas, de productie wordt door de producent zelf strikt gecontroleerd om een continue kwaliteit te garanderen.

## Trivia
- Vanwege de ovale doorsnede, die in vorm op het doosje van de "Caprice des Dieux" kaas lijkt, wordt in de Brusselse volksmond het betrekkelijk Paul-Henri Spaakgebouw van het Europees Parlement in Brussel vaak, met een licht spottende ondertoon, "Caprice des Dieux" genoemd.